# Felső tízezer (szociológia)

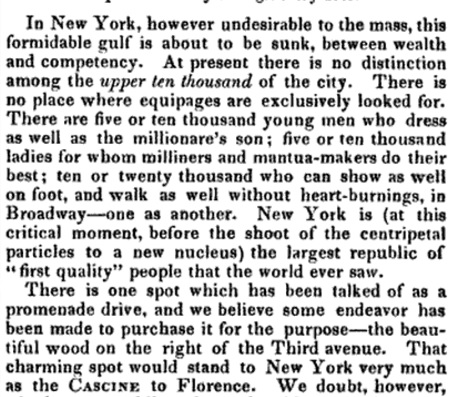
Egy bekezdés Nathaniel Parker Willis írásából, ahol elsőként jelent meg a kifejezés, 1845-ben

A felső tízezer (eredetileg angolul Upper Ten Thousand, vagy egyszerűen, The Upper Ten) egy főként a szociológiában és az újságok nyelvében elterjedt kifejezés, amely egy adott társadalom leggazdagabb legfelsőbb csoportjára vonatkozik. Mint állandósult szóösszetételt, máig számos nyelvben használják; a szám  – természetesen –  nem valós mennyiséget jelöl.

## A kifejezés eredete
A kifejezést Nathaniel Parker Willis amerikai költő alkotta meg 1844-ben, mégpedig New York City tízezer leggazdagabb polgárára vonatkoztatva. Később a kifejezést elkezdték nem csak New York, de más városok lakóira is alkalmazni.